# Gerola Alta
Gerola Alta är en ort och kommun i provinsen Sondrio i regionen Lombardiet i Italien. Kommunen hade 160 invånare (2018).